# Antarktische Oase
Eine antarktische Oase ist eine große eisfreie Region in der ansonsten vollständig von Gletschern, Eis und Schnee bedeckten Antarktis.

## Geologie
Einige wenige Gebiete der Antarktis sind aufgrund besonderer natürlicher Umstände eisfrei. Die größten antarktischen Oasen stellen die antarktischen Trockentäler dar. Diese Gebirgstäler liegen am Rand des Kontinents und werden durch hohe Gebirgsmassive von den Inlandsgletschern abgeschirmt. Der Boden kann daher genügend Sonnenenergie absorbieren, um den Schnee des Winters schmelzen und verdunsten zu lassen. Schneereste werden durch katabatische Winde und Stürme weggetragen. Dennoch herrschen auch in den Oasen Temperaturen zwischen −50 °C im Winter und −10 °C im Sommer; nur selten steigen die Temperaturen über den Gefrierpunkt. Der Boden dieser Gebiete ist steinig, extrem trocken, meist sehr salzig und leblos; lediglich einige Formen von Moosen und Flechten finden sich dort.

## Geographie
Die größeren antarktischen Oasen sind:
- Antarktische Trockentäler (McMurdo Dry Valleys) im Viktorialand (ca. 4.900 km²), z. B. Wright Valley, Victoria Valley, Taylor Valley
- Bungerberge, ca. 950 km², zwischen Wilkesland und Queen Mary Land
- Holme Bay, Mac-Robertson-Land
- Kap Hallett, nördliches Viktorialand
- Larsemann Hills, Princess-Elizabeth-Land
- Schirmacher-Oase, ca. 34 km², Princess Astrid Coast, Königin-Maud-Land
- Stillwell Hills, ca. 96 km², Kempland
- Vestfoldberge, ca. 420 km², Princess-Elizabeth-Land

## Bilder

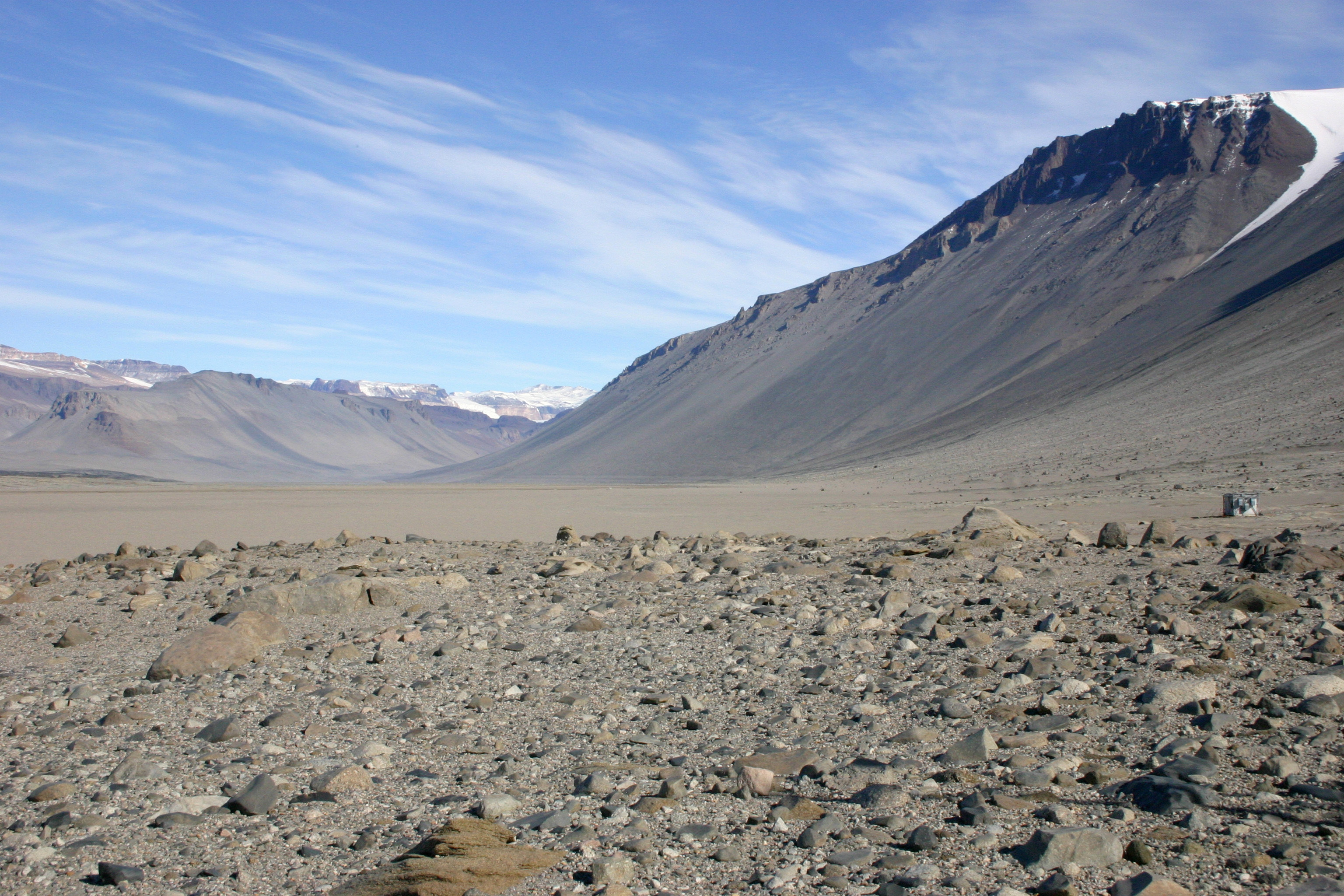
Wright Valley, das größte antarktische Trockental
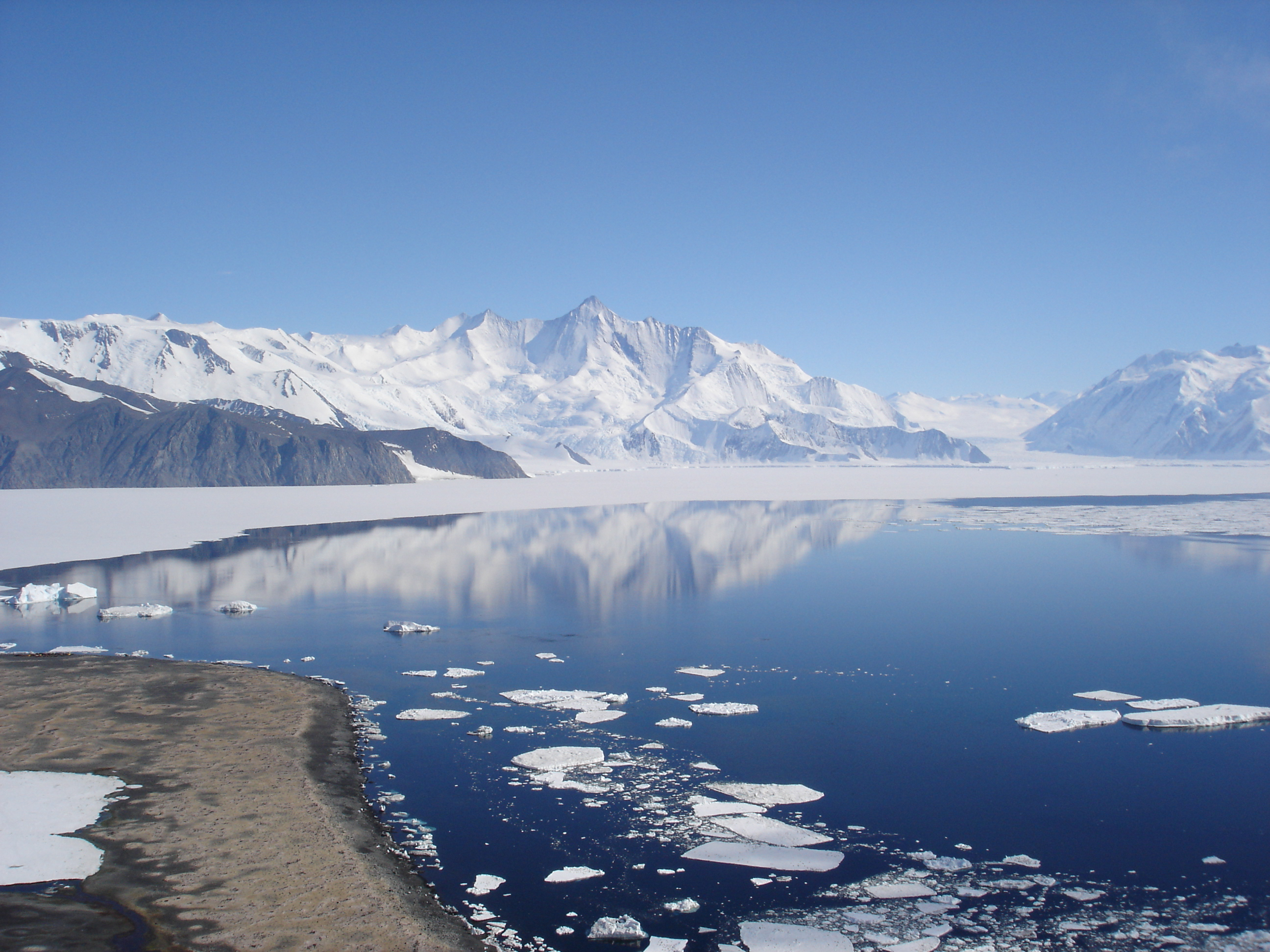
Kap Hallett, Viktorialand
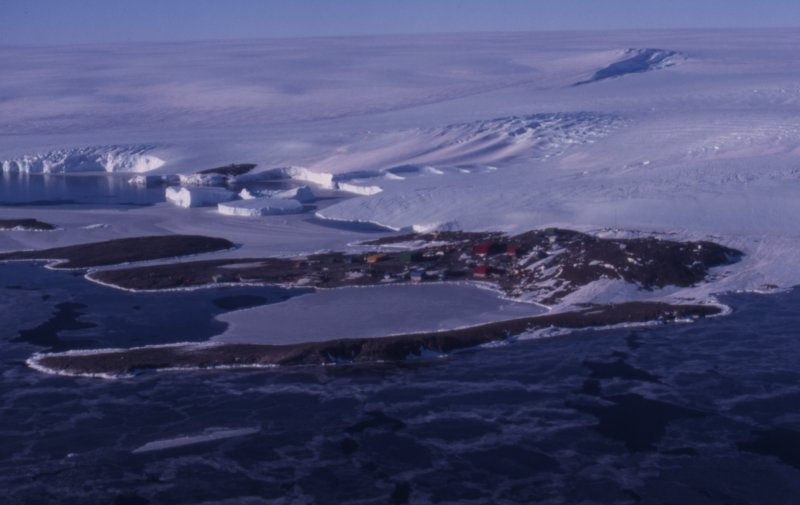
Holme Bay an der Mawson-Station, Mac. Robertson Land
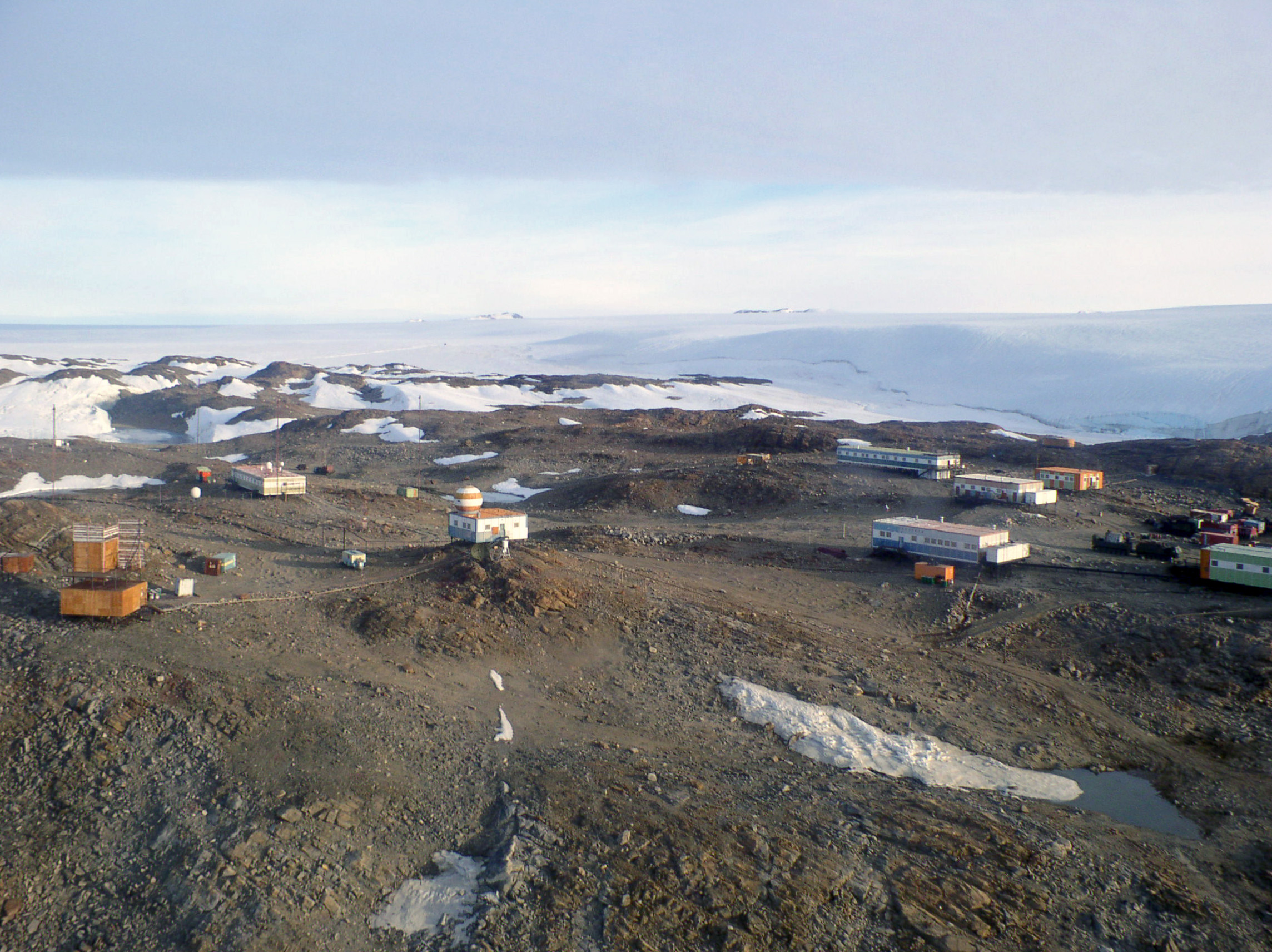
Schirmacher-Oase, Königin-Maud-Land

## Sonstiges
Die Trockentäler, die in ihrer Struktur der Marsoberfläche ähneln, wurden von der NASA als Übungsplatz für Marssonden genutzt.